# タルーラ 〜彼女たちの事情〜
『タルーラ 〜彼女たちの事情〜』（原題:Tallulah）は2016年のアメリカ合衆国のドラマ映画である。監督はシアン・ヘダー、主演はエリオット・ペイジとアリソン・ジャネイが務めた。劇場公開はされずNetflixによって世界各国で配信された。

## ストーリー
その日暮らしをしながら自動車でアメリカ各地を動き回っていたタルーラ（ルー）とニコはクレジットカードを盗むことに成功した。ニコが「もう実家に帰ろうと思う」と言い出したので、ルーは困惑して「このライフスタイルを変えるつもりはない」と言った。翌朝、ニコがさよならも言わずに姿を消したため、ルーは憤慨した。何としてでもニコを見つけ出すという決意を固めたルーは、ニコの母親であるマーゴが暮らすニューヨークへと急行した。しかし、マーゴは「ここ2年、ニコと連絡が取れない」と言うばかりで、ニコの居場所に関する情報は何も持っていないようだった。
行く当てもないルーは金目のものを盗むべく近くのホテルへと向かった。ところが、そこで予期せぬ事態が発生した。ルーをベビーシッターと勘違いしたキャロラインから子守を押しつけられたのである。キャロラインは自分の子供（マディ）に関心がないようで、母親であるという自覚すら有していないようだった。キャロラインはそのまま不倫相手といちゃついていた。「たまにはこういうのもいいか」と思ったルーはマディを風呂に入れたり一緒に遊んであげたりした。そこへ、怒り狂ったキャロラインが戻ってきた。彼女は不倫相手が自分とセックスしようとしないことにブチ切れていた。キャロラインがやけ酒をあおって意識不明になったため、ルーは一晩マディの面倒を見ることとなった。翌朝、目を覚ましたキャロラインはマディがいなくなっていることに気付いてパニック状態に陥り、警察に電話した。ルーがマディを連れてホテルに戻ると、そこに大勢の警察官がいたため、ルーは怖くなってマーゴのアパートへと逃走した。マーゴはルーを追い出そうとしたが、ルーに「この子は私とニコの子供です。つまり貴方の孫なんですよ」と言われたため渋々2人を家に入れた。
ルーには知る由もなかったが、マーゴは家庭生活に問題を抱えていた。夫のスティーヴンがアンドレアスと再婚するために離婚を迫ってきたのである。当初、2人を拒絶していたマーゴも、しばらく一緒に過ごすうちに愛着を抱くようになっていた。ルーは誰かと深く関係することへの恐れをマーゴに打ち明け、マーゴはそれに共感するのだった。ルーは警察が自分とマディの行方を追っていることに恐怖感を抱いていた。その頃、衰弱していたキャロラインはソーシャルワーカーと面談していた。「なぜ貴方は誘拐された子供に関心を持たず、自分のことばかり語るのですか」と訊かれて不快になったキャロラインは、気分転換に外出することにしたが、自分のクレジットカードが使用不能になっていることに気が付いた。調べてみると、夫が勝手に解約していたのであった。
その日、スティーヴン、アンドレアス、マーゴの3者は話し合いの席を設けていた。突然、何を思ったのかスティーヴンがルーにニコとの関係について詰問し始めたため、マーゴがルーを庇うこととなった。その勢いでマーゴは「同性愛者だとカミングアウトした貴方は友人たちから励ましの言葉をかけてもらえた。けれど、私は一人家に残され、生活が変わったことを半ば強制的に受け入れさせられた。苦しかったのに誰も助けてくれなかった。愛していた家族を失った私を顧みてくれる人なんていなかった。」とスティーヴンにぶちまけるのだった。アパートへ帰る途中、偶然にもルーはキャロラインと遭遇してしまうのだった。

## キャスト
※括弧内は日本語吹替
- エリオット・ペイジ[注釈 1] - タルーラ（ルー）（山根舞）
- アリソン・ジャネイ - マーゴ・ムーニー（一城みゆ希）
- タミー・ブランチャード - キャロライン・フォード（古川玲）
- エヴァン・ジョニカイト - ニコ・ムーニー
- デイヴィッド・ザヤス - リチャーズ刑事
- ジョン・ベンジャミン・ヒッキー - スティーヴン・ムーニー
- ザカリー・クイント - アンドレアス
- ウゾ・アドゥーバ - ルーイザ・キニー刑事
- フレドリック・レーン - ラッセル・フォード
- エヴァンゲリン・エリス、リリアナ・エリス - マディソン・フォード（マディ）
- フェリックス・ソリス - マニュエル
- その他の日本語吹き替え：笠間淳／楠見尚己／木下浩之／青山桐子／神奈延年／野坂尚也／金本涼輔／岡田恵／中川明佳／小橋里美／篠原孝太朗

日本語版スタッフ：演出：工藤美樹、翻訳：安藤里絵、制作：JVCケンウッド・ビデオテック

## 製作
本作はシアン・ヘダーが2006年5月に発表した短編映画『Mother』のスピンオフとして製作された映画である。当該作は無責任な母親と一緒に赤ん坊の子守をする羽目になったホームレスの女性を描いた作品であった。短編映画を発表した段階で、ヘダーは本作の脚本をすでに書き終えていた。
本作のストーリーはヘダーがベビーシッターとして勤務していた頃の実体験にインスパイアされたものである。ヘダーはビバリーヒルズのホテルで子守をしていたが、その最中、子供の母親は不倫に興じていたのだという。ヘダーはその体験に関して「ホテルから車で自宅に帰る途中、私はあの子が不憫で泣き続けていました。あの子を私が引き取るべきだったとすら思いました」と語っている。
2015年5月、エリオット・ペイジとアリソン・ジャネイが本作の主演を務めることになったとの報道があった。同年6月にはニューヨークで主要撮影が始まった。

## 公開
2016年1月23日、本作はサンダンス映画祭でプレミアを迎えた。それに先だって、Netflixは本作の全世界配給権を購入した。

## 評価
本作は批評家から好意的に評価されており、特に主演2人の演技は高く評価されている。映画批評集積サイトのRotten Tomatoesには50件のレビューがあり、批評家支持率は84%、平均点は10点満点で6.8点となっている。サイト側による批評家の要約は「洞察に満ちたストーリー、練り上げられたキャラクターたち、才能ある俳優たちが『タルーラ 〜彼女たちの事情〜』という魅力的な家族ドラマに結実している。この作品はジャンルの垣根を越えたもので、メロドラマ化への誘惑をも乗り越えている。」となっている。また、Metacriticには19件のレビューがあり、加重平均値は63/100となっている。